# برآوردگر سازگار
درآمار، دنباله‌ای از برآوردگر‌ها برای پارامتر θ۰ سازگار نامیده می‌شوند (یا سازگاری مجانبی) اگر این دنباله در احتمال به θ۰ همگرا شود. این بدین معناست که توزیع‌های برآوردگرها بیشتر و بیشتر در نزدیکی مقدار واقعی آن پارامتری که تخمین زده می‌شود، متمرکز شوند. در نتیجه احتمال اینکه تخمین زن به‌طور اختیاری به θ۰ نزدیک شود، به یک همگرا می‌شود.
در عمل ممکن است که شخصی برآوردگری را بسازد که تابعی از نمونهٔ موجود با اندازهٔ n است، سپس این‌طور تصور می‌کند که قادر است به جمع‌آوری داده ادامه دهد و نمونه را تا بینهایت توسعه دهد. از این طریق دنباله‌ای از برآوردگرها با اندیس n به دست می‌آید و مفهوم سازگاری با «میل به بینهایت» درک می‌شود. اگر این دنباله در احتمال به مقدار درست θ۰ همگرا شود، برآوردگر را سازگار می‌نامند؛ در غیر این صورت برآوردگر را ناسازگار می‌نامند.
سازگاری همان‌طور که در اینجا تعریف شد، گاهی اوقات سازگاری ضعیف نیز نامیده می‌شود. وقتی همگرایی در احتمال را با همگرایی تقریباً مطمئن جایگزین می‌کنیم، در نتیجه دنبالهٔ برآوردگرها سازگار قوی نامیده می‌شوند.

## تعریف
به بیانی ساده، برآوردگر Tn پارامتر θ سازگار نامیده می‌شود اگر در احتمال به مقدار واقعی پارامتر همگرا شود:
{\displaystyle {\underset {n\to \infty }{\operatorname {plim} }}\;T_{n}=\theta }
تعریف کامل تر به این حقیقت توجه دارد که در واقع θ نامشخص است، و بنابراین همگرایی در احتمال باید برای هر مقدار احتمالی این پارامتر اتفاق بیفتد. فرض کنید که {pθ: θ ∈ Θ} یک خانواده از توزیع‌ها (مدل پارامتری) باشد، و Xθ = {X1, X2, …: Xi ~ pθ یک نمونهٔ نامتناهی از توزیع pθ باشد. فرض کنید که { Tn(Xθ) } یک دنباله از برآوردگرها برای بعضی از پارامترهای (g(θ باشد. معمولاً Tn بر اساس اولین n مشاهدهٔ یک نمونه می‌باشد. پس این دنباله {Tn} (به‌طور ضعیف) سازگار نامیده می‌شود اگر:
{\displaystyle {\underset {n\to \infty }{\operatorname {plim} }}\;T_{n}(X^{\theta })=g(\theta ),\ \ {\text{for all}}\ \theta \in \Theta }
این تعریف از (g(θ به جای θ استفاده می‌کند، چون اغلب به تخمین زدن یک تابع مشخص یا یک زیر بردار از پارامتر مورد بررسی علاقه دارد. در مثال بعدی ما موقعیت و مکان پارامتر مدل را برآورد می‌کنیم، نه مقیاس آن.

### مثال: میانگین نمونه برای متغیرهای تصادفی نرمال
فرض کنید که یک دنباله از مشاهدات به صورت { … ,X1, X2} از یک توزیع نرمال [(N(μ, σ2] داریم. برای برآورد کردن μ بر اساس اولین n مشاهده، ما از میانگین نمونه استفاده می‌کنیم:
Tn = (X1 + … + Xn)/n این امر یک دنباله از برآوردگرها را مشخص می‌کند که توسط اندازهٔ نمونه n سنجیده شد.
از خواص توزیع نرمال ما می‌دانیم که Tn خود به صورت نرمال توزیع شده‌است، با میانگین μ و واریانس σ2/n. به‌صورتی معادل، {\displaystyle \scriptstyle (T_{n}-\mu )/(\sigma /{\sqrt {n}})} توزیع نرمال استاندارد دارد. پس:
{\displaystyle \Pr \!{\Big [}\,|T_{n}-\mu |\geq \varepsilon \,{\Big ]}=\Pr \!\left[{\sqrt {n}}{\big |}T_{n}-\mu {\big |}/\sigma \geq {\sqrt {n}}\varepsilon /\sigma \right]=2{\big (}1-\Phi ({\sqrt {n}}\varepsilon /\sigma ){\big )}\ \to \ 0}
همان‌طور که n به بی‌نهایت میل می‌کند، برای هر مقدار ثابت ε> ۰. مشاهده می‌شود که دنبالهٔ Tn از میانگین‌های نمونه برای μ میانگین جامعه سازگار می‌باشد.

## ایجاد سازگاری
نظریهٔ سازگاری مجانبی بسیار نزدیک و تقریباً مترادف با نظریهٔ همگرایی در احتمال می‌باشد. به همین صورت هر تئوری، لم، یا خاصیت که همگرایی در احتمال را ایجاد می‌کند، ممکن است به منظور اثبات سازگاری استفاده شود. ابزارهای مشابه بسیاری وجود دارد:
- به منظور نشان دادن سازگاری، به صورت مستقیم از تعریف، می‌توان از نابرابری زیر استفاده کرد

{\displaystyle \Pr \!{\big [}h(T_{n}-\theta )\geq \varepsilon {\big ]}\leq {\frac {\operatorname {E} {\big [}h(T_{n}-\theta ){\big ]}}{\varepsilon }}}
رایج‌ترین انتخاب برای تابع h، یا مقداری مطلق (در این حالت به عنوان نامعادلهٔ مارکوف شناخته می‌شود)، یا تابعی درجه دو است (با توجه به نامعادلهٔ چبیشف).
- نتیجهٔ مفید دیگر تئوری پیوستگی: اگر Tn برای θ سازگار فعال باشد و (·)g یک مقدار واقعی تابع پیوسته در نقطهٔ θ باشد، (g(Tn برای (g(θ پیوسته خواهد بود:

{\displaystyle T_{n}\ {\xrightarrow {p}}\ \theta \ \quad \Rightarrow \quad g(T_{n})\ {\xrightarrow {p}}\ g(\theta )}
- از تئوری اسلاتسکی می‌توان به منظور ترکیب تعداد بسیاری از برآوردگرهای متفاوت، یا یک برآوردگر با یک دنبالهٔ غیر تصادفی همگرا استفاده کرد. اگر Tn →pα، و Sn →pβ، پس:

{\displaystyle {\begin{aligned}&T_{n}+S_{n}\ {\xrightarrow {p}}\ \alpha +\beta ,\\&T_{n}S_{n}\ {\xrightarrow {p}}\ \alpha \beta ,\\&T_{n}/S_{n}\ {\xrightarrow {p}}\ \alpha /\beta ,\ {\text{موجب می‌شود که}}\ \beta \neq 0\end{aligned}}}
- اگر برآوردگر Tn توسط یک فرمول مستقیم و واضح داده شود، پس به احتمال زیاد فرمول دلالتی بر مجموع‌های متغیرهای تصادفی خواهد داشت، و قانون اعداد بزرگ می‌تواند استفاده شود، برای دنبالهٔ متغیرهای تصادفی {Xn} و تحت شرایط مناسب داریم:

{\displaystyle {\frac {1}{n}}\sum _{i=1}^{n}g(X_{i})\ {\xrightarrow {p}}\ \operatorname {E} [\,g(X)\,]}
- اگر برآوردگر Tn به صورت ضمنی تعریف شود، برای مثال به عنوان یک مقدار که تابع هدف مشخصی را ماکسیمم می‌کند، پس مباحث بیشتری که پیوستگی در آمار را دربردارد، باید استفاده گردد.

## اریبیو سازگاری

### بدون اریبی اما ناسازگار
یک برآوردگر می‌تواند بدون اریبی اما ناسازگار باشد. برای مثال، برای نمونه با توزیع مشابه و مستقل می‌توان از T(X) = X1 به عنوان برآوردگر با میانگین [E[x استفاده کرد. این برآوردگر به‌صورتی واضح بدون اریبی، و به‌صورتی آشکار ناسازگار می‌باشد.

### با اریبی اما سازگار
به‌صورتی مشابه، یک برآوردگر می‌تواند با اریبی اما سازگار باشد. برای مثال اگر میانگین توسط {\displaystyle {1 \over n}\sum x_{i}+{1 \over n}} برآورد شده باشد، با اریبی است، اما همان‌طور که {\displaystyle n\rightarrow \infty }، این به مقدار صحیح می‌رسد، و بنابراین سازگار می‌باشد.